# Jaya Krishna Cuttaree
Jaya Krishna Cuttaree, né le 22 juin 1941, est un homme politique mauricien. Il est ministre des Affaires étrangères du 23 décembre 2003 au 5 juillet 2005 et est membre du Parlement mauricien.

## Biographie
Descendant d'immigrants indiens, il a étudié au Royaume-Uni et en Suède puis travaillé dans le secteur agricole et celui des ressources naturelles pour des organisations nationales et internationales avant d'entrer en politique.
Il est ministre de l'Industrie et du Commerce de septembre 2000 à décembre 2003. En 2005, il pose sa candidature au poste de directeur général de l'Organisation mondiale du commerce en tant que candidat de l'Union africaine. Il arrive en troisième position lors de l'élection et Pascal Lamy est choisi.
Il perd son poste de ministre des Affaires étrangères avec la défaite de son parti le Mouvement militant mauricien (MMM) aux élections législatives de 2005.